# State of the World
A State of the World Janet Jackson amerikai pop- és R&B-énekesnő nyolcadik, utolsó kislemeze negyedik, Rhythm Nation 1814 című albumáról.

## Fogadtatása
A dal az Egyesült Államokban és Kanadában nem jelent meg kereskedelmi forgalomba kerülő kislemezen, csak a rádióknak küldték el, így az akkori szabályok értelmében a Billboard Hot 100 vagy a Hot R&B/Hip-Hop Singles & Tracks slágerlistára nem kerülhetett fel. A rádiók azonban gyakran játszották, a Billboard Hot 100 Single Airplay slágerlistán az ötödik helyig jutott, vagyis ha megjelenik kislemezen, ez lett volna az album nyolcadik Top 5 slágere.
Ausztráliában, Japánban és Dél-Afrikában megjelent a kislemez, és Dél-Afrikában aranylemez lett.

## Hivatalos remixek, változatok listája
- Make a Change Dub (4:40)
- State of the House 7" (4:32)
- State of the House 12" (4:57)
- United Nation 7" (4:20)
- United Nation 12" (7:47)
- United Nations Dub (6:12)
- United Nations Instrumental (4:46)
- Third World 7" (4:24)
- Third World Dub (3:05)
- Third World Instrumental (4:42)
- World Dance Mix (4:47)
- State of the World Suite (14:08)
  - A) State of the House 12"
  - B) Make a Change Dub
  - C) World Dance Mix

## Változatok[1]
CD kislemez (Ausztrália)
1. State of the World
2. State of the World (State of the World Suite)

CD maxi kislemez (Japán)
1. State of the World (United Nations 7")
2. State of the World (State of the House 7")
3. State of the World (Third World 7")
4. State of the World (Album version)
5. State of the World (State of the House 12")
6. State of the World (United Nations Dub)
7. State of the World (United Nations Instrumental)
8. State of the World (Third World Dub)
9. State of the World (Third World Instrumental)
10. State of the World (Make A Change Dub)
11. State of the World (World Dance Mix)
12. State of the World (State of the World Suite)

## Helyezések
| Slágerlista (1991)                                     | Legmagasabb helyezés |
| ------------------------------------------------------ | -------------------- |
| USA Billboard Hot 100 Airplay                          | 5                    |
| USA Billboard Hot Dance Music/Club Play                | 9                    |
| USA Billboard Hot R&B/Hip Hop Singles & Tracks Airplay | 23                   |
| USA ARC Weekly Top 40                                  | 5                    |
| Ausztrál ARIA Top 50                                   | 93                   |
| Dél-afrikai kislemezlista                              | 1                    |
| Top 40 Radio Monitor                                   | 6                    |